# Welterbe in den Föderierten Staaten von Mikronesien

Zum Welterbe in den Föderierten Staaten von Mikronesien gehört (Stand 2016) eine Kulturerbestätte des UNESCO-Welterbes. Der Inselstaat Föderierte Staaten von Mikronesien im Südpazifik  ist der Welterbekonvention 2002 beigetreten, die bislang einzige Welterbestätte wurde 2016 in die Welterbeliste aufgenommen.

## Welterbestätten
Die folgende Tabelle listet die UNESCO-Welterbestätten in den Föderierten Staaten von Mikronesien in chronologischer Reihenfolge nach dem Jahr ihrer Aufnahme in die Welterbeliste (K – Kulturerbe, N – Naturerbe, K/N – gemischt, (G) – auf der Liste des gefährdeten Welterbes).
| Bild             | Bezeichnung                                                | Jahr | Typ   | Ref. | Beschreibung |
| ---------------- | ---------------------------------------------------------- | ---- | ----- | ---- | --- |
| (weitere Bilder) | Nan Madol: Zeremonielles Zentrum von Ostmikronesien (Lage) | 2016 | K (G) | 1503 | Ruinenstadt auf 92 künstlich angelegten Inseln auf einem Korallenriff vor Temwen Island, einer Nebeninsel von Pohnpei im Archipel der Karolinen |

## Tentativliste
In der Tentativliste sind die Stätten eingetragen, die für eine Nominierung zur Aufnahme in die Welterbeliste vorgesehen sind.

### Aktuelle Welterbekandidaten
Derzeit (2016) ist eine Stätte in der Tentativliste der Föderierten Staaten von Mikronesien eingetragen, die letzte Eintragung erfolgte 2004. Die folgende Tabelle listet die Stätten in chronologischer Reihenfolge nach dem Jahr ihrer Aufnahme in die Tentativliste.
| Bild                                      | Bezeichnung                               | Jahr | Typ | Ref. | Beschreibung                                           |
| ----------------------------------------- | ----------------------------------------- | ---- | --- | ---- | ------------------------------------------------------ |
| Regionale Steingeldstätten der Yap-Inseln | Regionale Steingeldstätten der Yap-Inseln | 2004 | K   | 1994 | Stätten der Steinwährung Rai auf den Yap-Inseln (Lage) |

### Ehemalige Welterbekandidaten
Diese Stätten standen früher auf der Tentativliste, wurden jedoch wieder zurückgezogen oder von der UNESCO abgelehnt. Stätten, die in anderen Einträgen auf der Tentativliste enthalten oder Bestandteile von Welterbestätten sind, werden hier nicht berücksichtigt.
| Bild                                                                    | Bezeichnung                                                             | Jahr      | Typ | Ref. | Beschreibung |
| ----------------------------------------------------------------------- | ----------------------------------------------------------------------- | --------- | --- | ---- | --- |
| Zeremonie-Stätten des frühen mikronesischen Staates: Nan Madol und Lelu | Zeremonie-Stätten des frühen mikronesischen Staates: Nan Madol und Lelu | 2012–2016 | K   | 5652 | Nur Nan Madol wurde nominiert und 2016 in die Welterbeliste aufgenommen, Lelu (Lage) wegen Unklarheiten bei den Besitzverhältnissen und Problemen bei Schutz und Management nicht. Das Welterbekomitee ermutigt Mikronesien, Lelu nach Lösen der Probleme als Erweiterung der Welterbestätte Nan Madol vorzuschlagen. |